# Canadian Professional Hockey League
 (février 2017).
Si vous disposez d'ouvrages ou d'articles de référence ou si vous connaissez des sites web de qualité traitant du thème abordé ici, merci de compléter l'article en donnant les références utiles à sa vérifiabilité et en les liant à la section « Notes et références ».
La Canadian Professional Hockey League (Ligue canadienne de hockey professionnel) est une ligue de hockey sur glace au Canada qui a existé de 1926 à 1929.
En 1929, elle se sépare en deux ligues : la Ligue internationale de hockey qui conserve la plupart des équipes, et une nouvelle CPHL qui sert de ligue mineure pour la LIH.

## Équipes qui ont fait partie de cette ligue
- Bisons de Buffalo (1928-1929) — rejoignent la LIH
- Olympics de Détroit (1927-1929) — rejoignent la LIH
- Tigers de Hamilton (1926-1929) — rejoignent la LIH
- Flying Dutchmen de Kitchener (1928-1929)
- Millionaires de Kitchener (1927-1928)
- Panthers de London (1926-1929) — rejoignent la LIH
- Cataracts de Niagara Falls (1926-1929) — rejoignent la LIH
- Nationals de Stratford (1926-1928)
- Millionaires de Toronto (1928-1929) — rejoignent la LIH
- Ravinas de Toronto/Falcons de Toronto (1927-1928)
- Hornets de Windsor (1926-1928) puis Bulldogs de Windsor (1928-1929) — rejoignent la LIH